# Xavier Albó i Corrons
Xavier Albó i Corrons   (la Garriga, 4 de novembre de 1934 - Cochabamba, 20 de gener de 2023) fou un sacerdot jesuïta, antropòleg i lingüista català, germà de Núria Albó i Corrons.

## Formació i trajectòria
Amb setze anys, el 27 de septiembre de 1951, ingressà a l'orde jesuïta, i amb disset, el 9 de juny de 1952, després que el Papa Pius XII encarregués als jesuïtes que enviessin missioners a tot arreu del món, Albó va ser un dels nomenats i es traslladà a Bolívia, on es va nacionalitzar. Entre els anys 1952 i 1954 estudià humanitats a Cochabamba i a la Pontificia Universidad Católica del Ecuador, a Quito, on es doctorà en Filosofia el 1958. Es va llicenciar en Teologia per la Facultat Borja de Sant Cugat del Vallès el 1964, i per la Loyola University Chicago el 1965. Més endavant, el 1971, es doctora en Lingüística i Antropologia per la Universitat Cornell de Nova York, amb la tesi Social Constraints on Cochabamba Quechua (1970). Va aprendre quítxua, aimara i guaraní i es va preocupar i especialitzar en la llengua i la cultura d'aquests pobles andins, sobretot dels quítxues i dels aimares, defensant aquestes comunitats, motiu que li va suposar alguns problemes i al va ajudar a despertar la consciència social. També va promoure diversos projectes, en els quals també va participar, per al desenvolupament de les comunitats indígenes rurals, com ara el Centro de Investigación y Promoción del Campesinado (CIPCA), fundat el 1971 i que dirigí fins al 1976. El 1995 fou designat coordinador llatinoamericà de jesuïtes en àrees indígenes.
De la seva activitat acadèmica sobresurt, entre d'altres, la participació en el consell acadèmic dels estudis en antropologia de la Universidad La Cordillera i del doctorat en desenvolupament del Centro de Investigación en Desarrollo Estratégico (CIDES). A partir del 1994 fou membre del comitè directiu del Programa de Investigación Estratégica en Bolivia (PIEB) i formà part del cos docent de la Universidad-PIEB. Professor visitant de les universitats de Pittsburgh i Georgetown (EUA) i del Centre des Hautes Études Sociales de Paris, va participar en conferències de la UNESCO sobre el món agrari.
Entre el desembre de 1977 i el gener de 1978 el seu vessant d'activista social el portà a participar en una vaga de fam per la democràcia a Bolívia, i des del 1978 va participar, en qualitat d'expert, en diferents governs bolivians. Així va col·laborar amb el Ministeri d'Educació en el disseny de programes educatius especialment adreçats a les comunitats indígenes, i amb el Ministeri de Justícia en un pla de pacificació i, el 1982-84, en l'elaboració de la Llei agrària. Va ser també membre del comitè impulsor del Cens Nacional 2000-2001, del Consell Preconstituent de la Presidència de la República (2005) i assessor de l'Assemblea Constituent (2006). Des del seu vessant de col·laborador d'institucions internacionals, el 1994 fou nomenat membre del Programa de les Nacions Unides per al Desenvolupament (PNUD) per al disseny d'un programa indígena, i va assessorar l'UNICEF sobre les cultures autòctones de Bolívia. Durant els anys 1996 i 2002 col·laborà amb el Banc Mundial per a l'avaluació de la reforma educativa a Bolívia, i entre 1989 i 1992 fou membre de la comissió de la UNESCO per a la redacció d'una nova història de l'Amèrica Llatina.
En l'àmbit eclesiàstic, va ser coordinador llatinoamericà de jesuïtes en àrees indígenes (1995) i, entre els anys 1999 i 2002, va col·laborar en la redacció de cartes pastorals. També va esdevenir membre el 1995 de l'Acadèmia Boliviana d'Història Eclesiàstica.

## Reconeixements
- Premi de la Hiroshima Foundation for Peace and Culture (1998)[3]
- Premi Linguapax (2015)[3]
- Condecoració "Cóndor de los Andes", grau de Cavaller, màxima distinció que confereix l'Estat bolivià (2016)[8][9]
- Doctor Honoris Causa per la Universidad Mayor de San Andrés (UMSA) (2016)[10]

## Publicacions[3]
- El futuro de los idiomas oprimidos (1974)
- Achacachi: medio siglo de lucha campesina (1979)
- Khitipxtansa ¿quiénes somos? Identidad localista, étnica y clasista en los aymaras de hoy (1979)
- Lengua y sociedad en Bolivia 1976 (1980)
- La cara india y campesina de nuestra historia, amb J.M. Barnadas (1984)
- Raíces de América: El mundo aymara, com a compilador (1988)
- Comunidades andinas desde dentro (1994)
- La integración surandina: cinco siglos después (1996)
- Un curioso incorregible (2017)[11]
- ‘Obras Selectas’, els dos primers volums d'una selecció d'obres que comprenen els períodes de 1966-1974, i de 1974-1977, respectivament.[12]